# 법의혈청학
법의혈청학(法醫血淸學)은 혈액 ·타액 ·정액 ·질액 ·모발 ·치아 및 골격 등 인체의 분비물 또는 조직을 재료로 한 혈액검사를 중심으로 혈청형 ·백혈구형(HLA 型) ·타액형 ·지문분류 ·모발분류 및 인류학적 검사 등을 실시하여 개인을 식별하는 법의학이다.
과학수사학 또는 감식학이라고도 한다.

## 같이 보기
- 카를 란트슈타이너
- MicroRNA
- LAMP법

## 참고 자료
- 법의학(두산세계대백과사전
- 법의학(한국민족문화대백과사전)[깨진 링크(과거 내용 찾기)]